# Mebeverină
Mebeverina (cu denumirea comercială Duspatalin, printre altele) este un medicament antimuscarinic utilizat în tratamentul durerii și al disconfortului cauzate de tulburările de tranzit gastrointestinal (asociate sindromului de intestin iritabil), cât și în tratamentul spasmului gastrointestinal secundar afecțiunilor organice. Calea de administrare disponibilă este cea orală.
Mebeverina este un analog de papaverină și a fost sintetizată în aceeași perioadă cu verapamilul. Este un anticolinergic, având efect direct asupra mușchilor tractului gastrointestinal, prin blocarea canalelor de calciu și a receptorilor muscarinici.